# Tihočaj
Tihočaj – wieś w Chorwacji, w żupanii zagrzebskiej, w mieście Jastrebarsko. W 2011 roku liczyła 3 mieszkańców.